# Marcin Białobłocki
Marcin Białobłocki (Sokółka, Polonia, 2 de septiembre de 1983) es un ciclista polaco que fue profesional entre 2011 y 2017.
En septiembre de 2019, tras dos años corriendo como amateur, anunció su retirada.

## Palmarés
2011
- 1 etapa del An Post Rás

2012
- 1 etapa del An Post Rás

2013
- An Post Rás

2014
- 1 etapa del An Post Rás

2015
- Campeonato de Polonia Contrarreloj
- 1 etapa del Tour de Polonia

2016
- 2.º en el Campeonato de Polonia Contrarreloj

2017
- 2.º en el Campeonato de Polonia Contrarreloj

2018
- 2.º en el Campeonato de Polonia Contrarreloj

2019
- 3.º en el Campeonato de Polonia Contrarreloj

## Resultados en Grandes Vueltas y Campeonatos del Mundo
| Carrera              | Carrera              | 2011 | 2012 | 2013 | 2014 | 2015 | 2016 | 2017  |
| -------------------- | -------------------- | ---- | ---- | ---- | ---- | ---- | ---- | ----- |
|                      | Giro de Italia       | —    | —    | —    | —    | —    | —    | 159.º |
|                      | Tour de Francia      | —    | —    | —    | —    | —    | —    | —     |
|                      | Vuelta a España      | —    | —    | —    | —    | —    | —    | —     |
| Mundial Contrarreloj | Mundial Contrarreloj | —    | —    | —    | —    | 9.º  | 14.º | —     |

—: no participa

Ab.: abandono